# Висла (град)
Висла (пољ. Wisła) је град у Пољској у Војводству Шлеском у Повјату ћешинском. Према попису становништва из 2011. у граду је живело 11.335 становника.
.

## Становништво
Према прелиминарним подацима са пописа, у граду је 2011. живело 11.335 становника.
| 2002.  | 2011.  | 2012.  |
| ------ | ------ | ------ |
| 11.430 | 11.335 | 11.333 |

## Партнерски градови
- Непомук